# František Dobšík
František Dobšík (* 29. června 1963) je český pedagog, od roku 2003 předseda Českomoravského odborového svazu pracovníků školství.

## Život
Pochází ze Zbýšova. Vystudoval Gymnázium Jana Blahoslava v Ivančicích a později Pedagogickou fakultu Masarykovy univerzity (získal titul Mgr.). Několik let učil výtvarnou výchovu na základní škole.
Od roku 1999 je profesionálním odborářem, byl předsedou oblastní rady OS pro Brno-město a také místopředsedou Českomoravského odborového svazu pracovníků školství. V květnu 2003 byl zvolen předsedou tohoto odborového svazu. V čele školských odborů se důrazně snaží prosazovat požadavky zaměstnanců ve školství, zejména zvýšení platů a zlepšení pracovních podmínek. Odboráři pod jeho vedením už uskutečnili řadu nátlakových akcí od stávkových pohotovostí, demonstrací až po stávky škol.
Od roku 2004 je jednatelem společnosti Dictum a od roku 2008 pak i jednatelem společnosti Českomoravská vzdělávací, kterou zřizuje odborový svaz.
Na VI. sněmu Masarykova demokratického hnutí 10. září 2021 v Praze 1 na Senovážném náměstí 23 byl zvolen jeho místopředsedou.
František Dobšík žije v Praze, konkrétně v městské části Praha 6.

## Politická kariéra
Ve volbách do Senátu PČR v roce 2018 kandidoval jako nestraník za ČSSD v obvodu č. 17 – Praha 12. Se ziskem 2,20 % hlasů skončil na posledním, 8. místě.